# نهر أوليف
نهر أوليف هو نهر في لياج، بلجيكا وشمال الراين فيستفالن، ألمانيا. يبلغ طوله 27.9 كيلومترًا (17.3 ميلًا)، وهو رافد يسار لأورفت. يتدفق عبر جبال إيفيل في الجزء الغربي من ألمانيا والجزء الشرقي من بلجيكا.